# Bonne-Gletscher
Der Bonne-Gletscher ist ein steiler Gletscher im ostantarktischen Viktorialand. Er fließt vom Hobbs Ridge 1,5 km westsüdwestlich des Hobbs Peak in nordwestlicher Richtung zum Blue Glacier.
Die Benennung des Gletschers erfolgte 1993 durch das New Zealand Geographic Board. Benannt ist er nach der Bonneschen Projektion in der Darstellung von Landkarten, die der französische Kartograf und Mathematiker Rigobert Bonne (1727–1795) im Jahr 1752 entwickelte.